# Sestieri d'Ampezzo
I Sestieri d'Ampezzo (Sestiere d'Anpezo nella parlata locale) sono le divisioni territoriali del comune di Cortina d'Ampezzo. 

## Storia
Durante il Medioevo Ampezzo costituiva una delle dieci Centene del Cadore, delle porzioni territoriali abitate da circa cento famiglie. A capo della Centena vi era l'Officiale, alle cui dipendenze vi erano i Decani, il cui compito era quello di sorvegliare i deceni (dejen in ampezzano), ovverosia dei gruppi di villaggi abitati da circa dieci famiglie. L'unico villaggio della valle non sottoposto all'autorità dell'Officiale d'Ampezzo era quello di Pecol, abitato da discendenti di vinighesi e per questo soprannominato Pecol Vinean; questi ultimi possedevano anche estesissimi pascoli a nord di Cortina, assegnati loro forse ai tempi dei Longobardi.
In seguito, nel XV secolo, la Centena d'Ampezzo venne divisa non più in dieci ma in sei zone, che mantennero tuttavia la precedente denominazione (deceni). Tale partizione, corrispondente grossomodo a quella attuale, distingueva la valle in:
- Cortina
- Chiave
- Cadin
- Staolin
- Azon
- Mortisa

I sei dejen presentavano altrettanti Laudatori (Loudaduos), i quali eleggevano il Marigo, cioè il capo dell'intera comunità. Nel 1415 i vinighesi di Pecol vendettero tutti i loro pascoli agli ampezzani ed il loro villaggio venne aggregato al territorio della centena, andando così a costituirne il settimo sestiere.
La situazione rimase invariata fino alla metà del '500, quando la composizione dei deceni venne regolata da apposite norme: ognuno di essi era composto da gruppi famigliari allargati detti ciae (nove per ogni sestiere tranne per Pecol, composto solo da sei di essi) e doveva nominare due Consiglieri, i quali prendevano parte al Maggior e general consiglio, ovverosia il massimo organo istituzionale della Magnifica comunità d'Ampezzo, composto di 24 membri. Nel 1585, inoltre, il dejen di Pecol venne inglobato in quello di Staolin, ed i suoi abitanti assimilati definitivamente agli ampezzani.
Col tempo il numero dei sestieri rimase invariato, mentre mutarono la denominazione ed i confini. Oggi essi sono:
- Cortina, rappresentato dal color azzurro;
- Chiave (Ciae), rappresentato dal colore giallo ocra;
- Cadin (Ciadin), rappresentato dal colore rosa;
- Alverà (erede di Staolin, villaggio progressivamente abbandonato lungo i secoli a causa di smottamenti del terreno), rappresentato dal colore verde;
- Azon, rappresentato dal colore rosso;
- Zuel (erede di Mortisa, confluita nel sestiere di Azon), rappresentato dal colore giallo acceso.

## Eventi
A partire dall'invasione italiana di Ampezzo (1918), i Sestieri non hanno più funzioni amministrative, ma sono legati ad eventi sportivi e folcloristici. In particolare, essi si sfidano nella Corsa dei Sestieri (nelle due edizioni invernale ed estiva) ed in vari altri tornei, come quello di calcio e quello di tennis.
Un altro evento organizzato dai Sestieri sono le feste campestri, tenute nei mesi di luglio e agosto durante i fine settimana (tranne per il Sestiere di Zuel, la cui festa è tradizionalmente a Ferragosto). I volontari dei vari villaggi fanno a gara perché la propria festa risulti essere la migliore come organizzazione ed affluenza. Non manca saltuariamente qualche goliardata per deridere i sestieri "avversari" a causa di problemi di organizzazione o di maltempo.